# Kristi Ramadani
Kristi Ramadani (29 de octubre de 2000) es un deportista albanés que compite en halterofilia. Ganó dos medallas en el Campeonato Europeo de Halterofilia, en los años 2024 y 2025, ambas en la categoría de 81 kg.

## Palmarés internacional
| Campeonato Europeo | Campeonato Europeo  | Campeonato Europeo | Campeonato Europeo |
| Año                | Lugar               | Medalla            | Categoría          |
| ------------------ | ------------------- | ------------------ | ------------------ |
| 2024               | Sofía (Bulgaria)    | Medalla de plata   | 81 kg              |
| 2025               | Chisináu (Moldavia) | Medalla de bronce  | 81 kg              |